# Paul Stumpf

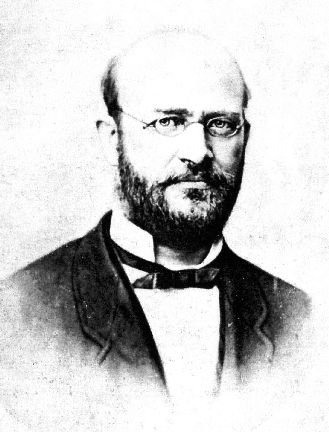
Paul Peter Stumpf

Paul Peter Stumpf (* 5. August 1826 in Mainz; † 15. März 1912 in Mainz) war ein deutscher Politiker und Fabrikant.

## Leben

### Jugend
Paul Peter Stumpf entstammt einer seit 1729 in Mainz nachweisbaren Familie, deren Mitglieder vorwiegend als Brunnenbauer und Pumpenmacher tätig waren. 1826 in Mainz als drittes von 12 Kindern seiner Eltern geboren, ist über Stumpfs Kindheit und Jugend nichts überliefert. Bekannt ist nur, dass er zunächst das Polytechnikum Darmstadt besuchte und danach am Polytechnikum Karlsruhe Wasserbau-Ingenieurwesen studierte. Während des Karlsruher Studiums war er in einer Studentenverbindung aktiv, dabei duellierte er sich mit einem Kommilitonen – Mitglied der Unternehmerfamilie Puricelli (Familie) aus Rheinböllen, Inhabern des Eisenwerks Rheinböllerhütte. Stumpf wurde dabei an der rechten Faust verletzt, während er seinen Gegner in die Brust traf. Die Daten seiner Aufenthalte in Darmstadt und Karlsruhe konnten bislang nicht ermittelt werden.

### Die 1840er Jahre
1843–1847 erhielt er im Unternehmen seines Vaters eine technische und kaufmännische Ausbildung. Wohl Ende 1846 hielt er sich zum Erlernen der Sprache in London auf und aus gleichem Grunde 1847/1848 in Brüssel und Paris.
Anfang 1847 lernte Stumpf in Brüssel Karl Marx und Friedrich Engels kennen und wurde Mitglied des dortigen Deutschen Arbeitervereins; von 1847 bis 1852 war er außerdem Mitglied des Bundes der Kommunisten. Anschließend (von Januar bis April 1848) hielt er sich in Paris auf und erlebte dort die Februarrevolution. Gleichzeitig betätigte er sich erstmals nachweisbar politisch, indem er am 13. März 1848 zusammen mit Karl Marx eine Zeitungsanzeige unterzeichnete, in der die Deutschen in Paris aufgefordert wurden, dem „Klub der deutschen Arbeiter“ beizutreten. Noch am 25. März 1848 hatte er in Paris Sebastian Seiler zu Gast und traf am (vermutlich) folgenden Tag Karl Marx. Mit ihm und Friedrich Engels war er später gut befreundet.
Nach der Rückkehr nach Mainz 1848 beteiligte er sich mit seinem Bruder Gottfried an der Gründung des Arbeiterbildungsvereins.
Vom 14. bis 16. Juni 1848 nahm Stumpf als Abgeordneter des demokratischen Vereins von Mainz am demokratischen Kongress in Frankfurt am Main teil. Er war Vorstandsmitglied des Turnvereins, des Arbeitervereins und des demokratischen Vereins in Mainz. Bei einem Zweigverein des demokratischen Vereins, dem „Bildungsverein für Arbeiter“, trat Stumpf 1848/49 regelmäßig als Redner auf.
Nachdem die von der Frankfurter Nationalversammlung am 28. März 1849 in Kraft gesetzte Verfassung unter anderem von Bayern und Sachsen abgelehnt worden war, kam es in der (damals bayerischen) Pfalz und in Sachsen zu Aufständen. Stumpf beteiligte sich zunächst an der rheinisch-pfälzischen Revolution, indem er im März 1849 als „Hauptmann“ eine Kompanie von 21 Munitionsarbeitern des „Rheinhessischen Armeekorps“ beim Freischarenzug in der Pfalz führte und bei Kirchheimbolanden gegen preußische Truppen mitkämpfte.
Im Mai 1849 schließlich Teilnahme am Freischarenzug von Lichtenstein nach Dresden, deswegen vom Schönburg’schen Justizamt zu Lichtenstein steckbrieflich gesucht.

### Die Arbeiterbewegung
Wohl um die ganze Sache etwas in Vergessenheit geraten zu lassen, arbeitete Stumpf vom 1. Oktober 1849 bis 1. Mai 1850 wieder bei Riche in Paris und wohnte dort bei Johann Jakob Schard.
Im Mai 1850 wurde er sodann im „Rheinischen Hochverratsprozess“ wegen der Beteiligung an den Unruhen in der Pfalz angeklagt, sogar vorübergehend inhaftiert, dann aber freigesprochen. Seine Rolle in diesem Prozess scheint eine bedeutende gewesen zu sein, denn es existiert eine Lithographie der 10 wichtigsten von insgesamt ca. 70 Angeklagten, auf der er abgebildet ist.

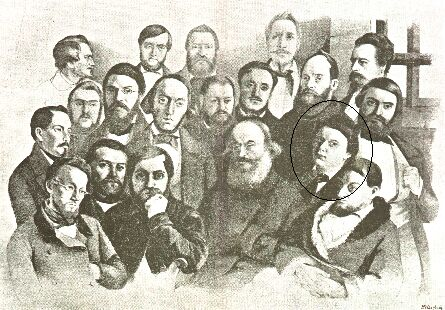
Stumpf im Kreis von Revolutionären

Im Frühjahr 1851 soll Stumpf Giuseppe Mazzinis Schrift Republik und Königtum verbreitet haben. Außerdem stand er als Emissär mit dem späteren General im US-Bürgerkrieg Alexander Schimmelfennig von der Oye in enger Verbindung und soll Anhänger der deutschen Bewegungspartei gewesen sein. Im April und Mai 1851 ist er in Straßburg, von dort aus soll er als „eifriger Handlanger der Revolutionsfraktion“ mehrfach mit revolutionären Schriften nach Köln gereist sein; dabei wird er auch als „Werkzeug des Zentralkomitees“ bezeichnet. Gleichzeitig wird er als „tätiges, aber untergeordnetes Mitglied der Demokratie“ genannt. Wegen dieser politischen Tätigkeit wurde am 1. September 1851 bei ihm eine Hausdurchsuchung vorgenommen.
Laut polizeilicher Mitteilung aus Dresden vom 7. Oktober 1851 reiste er von dort nach London ab, um Karl Marx, Friedrich Engels, Oswald Dietz, August Schärttner und Karl Schapper, die „Chefs der deutschen Kommunisten“ zu treffen. Tatsächlich war er zwar Mitte September 1851 in London, hatte Marx aber nicht besucht.
Vielleicht wegen der bevorstehenden Hochzeit mit seiner aus Frankfurt am Main stammenden Braut, vielleicht auch, weil ihm in Mainz „der Boden zu heiß“ wurde, siedelte Stumpf im Herbst 1851 nach Frankfurt über und erhielt dort – am Römerberg 8 lebend – am 25. September 1851 das Bürgerrecht. 1853 wurde er in Frankfurt in den Handelsstand aufgenommen und war nun nicht mehr nur Mechaniker, sondern handelte „Mechanische Gegenstände aller Art“ und reparierte sie. Im gleichen Jahr ging er mit seiner Familie nach Mainz zurück, hatte aber noch ein Geschäft in Frankfurt. 1855, das Geschäft war damals in der Neuen Kräme 6, machte er mit seinem Unternehmen Konkurs, womit die Frankfurter Zeit beendet war, wenn er auch noch bis 1866 als Frankfurter Bürger mit Wohnsitz in Mainz in den Adressbüchern erwähnt ist.
Seine politische Betätigung setzte Stumpf jedoch fort: Anfang 1852 erkundigt sich Johann Schickel (wohl in Anspielung auf die kurz zuvor erfolgte Hochzeit von Stumpf) bei Adolf Cluss, „ob Paul Stumpf Philister geworden sei, oder ob er Stand halte?“ Cluß schreibt dazu an Friedrich Wilhelm Wolff: „Ich bezweifle letzteres beinahe; Paul möchte von jeher Alles antappen, aber nur nicht so plump, mit den rohen Händen, ohne Handschuhe“.
Laut polizeilicher Mitteilung vom 24. April 1852 ist er Mitglied des Arbeitervereins in London.
Nach einem Verzeichnis von 1854 wirkte Stumpf für Zwecke der Umsturzpartei. Außerdem scheint er sich in Paris aufgehalten zu haben, denn laut polizeilichem Wochenbericht vom 28. März 1854 aus Berlin wurde seine Adresse auf einem entsprechenden Notizzettel von Dr. Falkenthal gefunden.
Laut polizeilichem Wochenbericht vom 3. April 1860 aus Hannover reiste er ständig zwischen Straßburg und Köln um politische Schriften zu verbreiten, galt als Handlanger der Revolutionspartei und stand in Köln mit Dr. iur. Hermann Heinrich Becker in Verbindung.
Im Oktober 1865 hielt Stumpf sich wiederum, diesmal aber geschäftlich in Paris auf.
Während des Krieges 1866 beteiligte er sich an der Gründung eines „Vereins zur Unterstützung verwundeter Krieger“ in Mainz, jedoch nicht, um dadurch den Staat zu unterstützen, sondern um „die wachsende Not der hiesigen arbeitenden Klasse“ zu lindern.
Obwohl Stumpf schon 1866 als Sozial-Demokrat bezeichnet wurde, gründete er im Juni 1867 die Sektion Mainz der von Marx gegründeten Internationalen Arbeiter-Assoziation (IAA). Im gleichen Jahr war er noch Abgeordneter auf dem Lausanner Kongress der IAA.
Am 12. Mai 1867 wurde unter Beteiligung von Stumpf auf dem Arbeitertag in (Wiesbaden-)Biebrich der Mittelrheinische Arbeiterbund gegründet.
Früh verwitwet, scheint Stumpf spätestens seit 1867 an eine neue Ehe gedacht zu haben, denn er schrieb einem Freund: „Wenn Sie mich an eine junge reiche Witwe (½ Liebe + ½ Geld = 1 Frau) verschachern können ...“.
Anfang 1868 gründete er in Mainz einen Sozialdemokratischen Arbeiterverein, dessen Kern die Mitglieder der Mainzer IAA waren. Dieser Verein trat mit einem „Manifest der sozialdemokratischen Partei“ an die Öffentlichkeit.
1869 war schließlich Stumpf an der Gründung der Sozialdemokratischen Arbeiterpartei (SDAP) in Eisenach beteiligt, indem er „1500 Mitglieder der Deutschen Sektion der Internationalen Arbeiter-Assoziation“ als Mitglieder in die SDAP überführte. Er war dann auch ab dem Gründungsparteitag selbst Mitglied der Sozialdemokratischen Arbeiterpartei.

### Späte Jahre

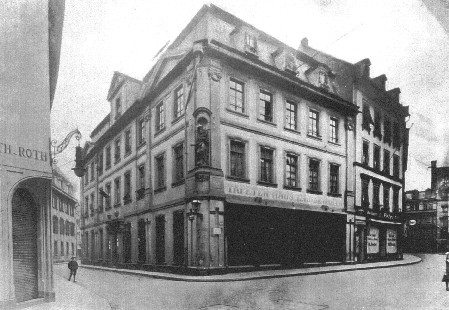
Wohnhaus in der Stadionerhofstraße in Mainz, 1869

1869 besuchte Karl Marx Stumpf in Mainz. Am 18. Juli 1872 schrieb Stumpf an Engels, er sei „von der öffentlichen Agitation zurückgetreten“, tatsächlich scheint er von da ab kaum noch politisch in der Öffentlichkeit in Erscheinung getreten zu sein, er führte aber bis zu seinem Tode noch rege Korrespondenz mit alten Weggefährten.
Von 1870 bis 1876 hatte Stumpf seinen Betrieb und seine Wohnung im Eckhaus Schustergasse 45/Stadionerhofstraße in Mainz, 1878 lebte er im Hause Große Bleiche 41, 1880–1883 im Platanenweg 2, von 1887 bis zu seinem Tod lebte er in der Gartenfeldstraße 4 in Mainz. Am 11. März 1880 heiratete er zum zweiten Mal.
Zu seinen prominenten Freunden gehörten neben Marx und Engels auch der Vorsitzende der Paulskirchenversammlung und spätere Hessische Ministerpräsident Heinrich von Gagern, August Bebel und Ferdinand Lassalle sowie Wilhelm Liebknecht (von dessen Sohn Karl Liebknecht er sogar Taufpate war) und angeblich auch Giuseppe Garibaldi.
Stumpf starb am 15. März 1912 in Mainz. Seine schriftlichen Aufzeichnungen und sonstigen Unterlagen übergab Stumpf 1911 als Vorlass der städtischen Bibliothek. Die umfangreichen Materialien (ca. 3 lfd. m.) sind Zeugnisse seiner geschäftlichen Tätigkeit und Beschäftigung mit stadtmainzischen Angelegenheiten, geben jedoch keinen Aufschluss über seine politischen Aktivitäten. Sie befinden sich heute als "NL Paul Stumpf" im Stadtarchiv Mainz.  Auch von Teilen seiner Büchersammlung trennte sich Stumpf bereits zu Lebzeiten und überließ sie der Stadtbibliothek Mainz, deren Benutzer er auch war. Für das Jahr 1893 wird der litterarische Nachlaß in den Jahresberichten der Stadtbibliothek und städtischen Sammlungen (Stadtarchiv Mainz, Bestand 72/195) erwähnt; außerdem verzeichnen die Zuwachs-Verzeichnisse der Stadtbibliothek für das Jahr 1924 den Zugang von 38 Bänden und 27 Broschüren oder Heften. Nur wenige Exemplare aus der Bibliothek Paul Stumpfs konnten bisher durch Provenienzforschung ermittelt werden. Sie sind mit dem Namensstempel PAUL STUMPF versehen. 

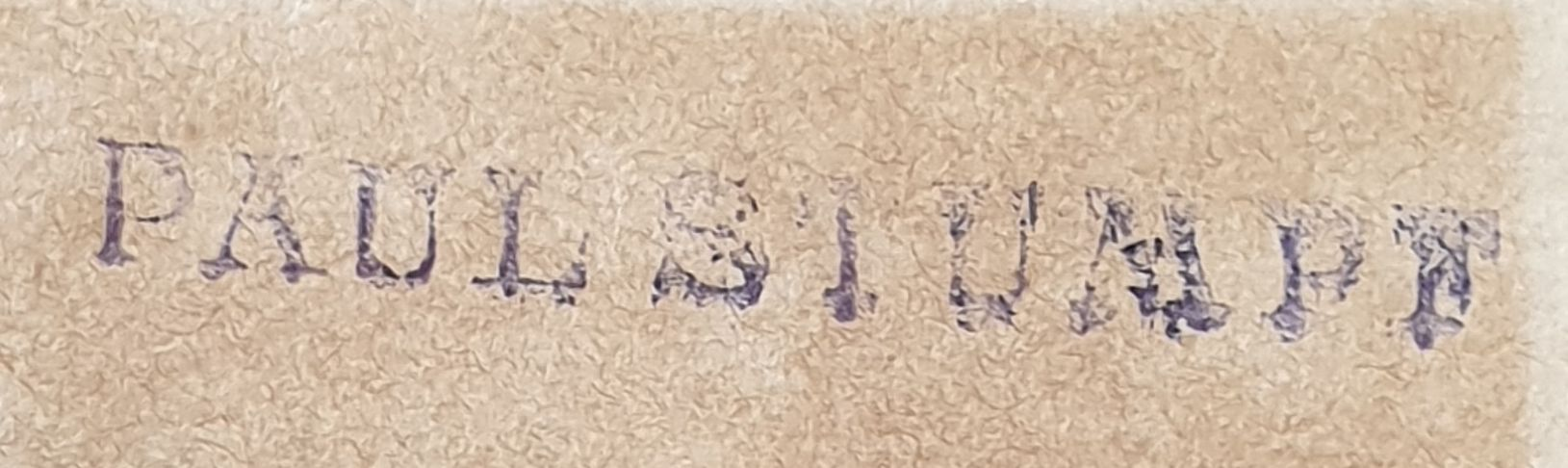
Namensstempel PAUL STUMPF aus einem Buchexemplar der Wissenschaftlichen Stadtbibliothek Mainz

### Familie und Privates
Am 22. Oktober 1851 heiratete Stumpf Maria Margaretha „Gretchen“ Vogt. Das Paar hatte ein Kind: Johanna Elisabetha Pauline genannt Lilli (* 27. Oktober 1852; † 11. März 1883), verheiratet seit dem 2. September 1872 mit Johannes Theodor Alexander Andreae (1846–1926).

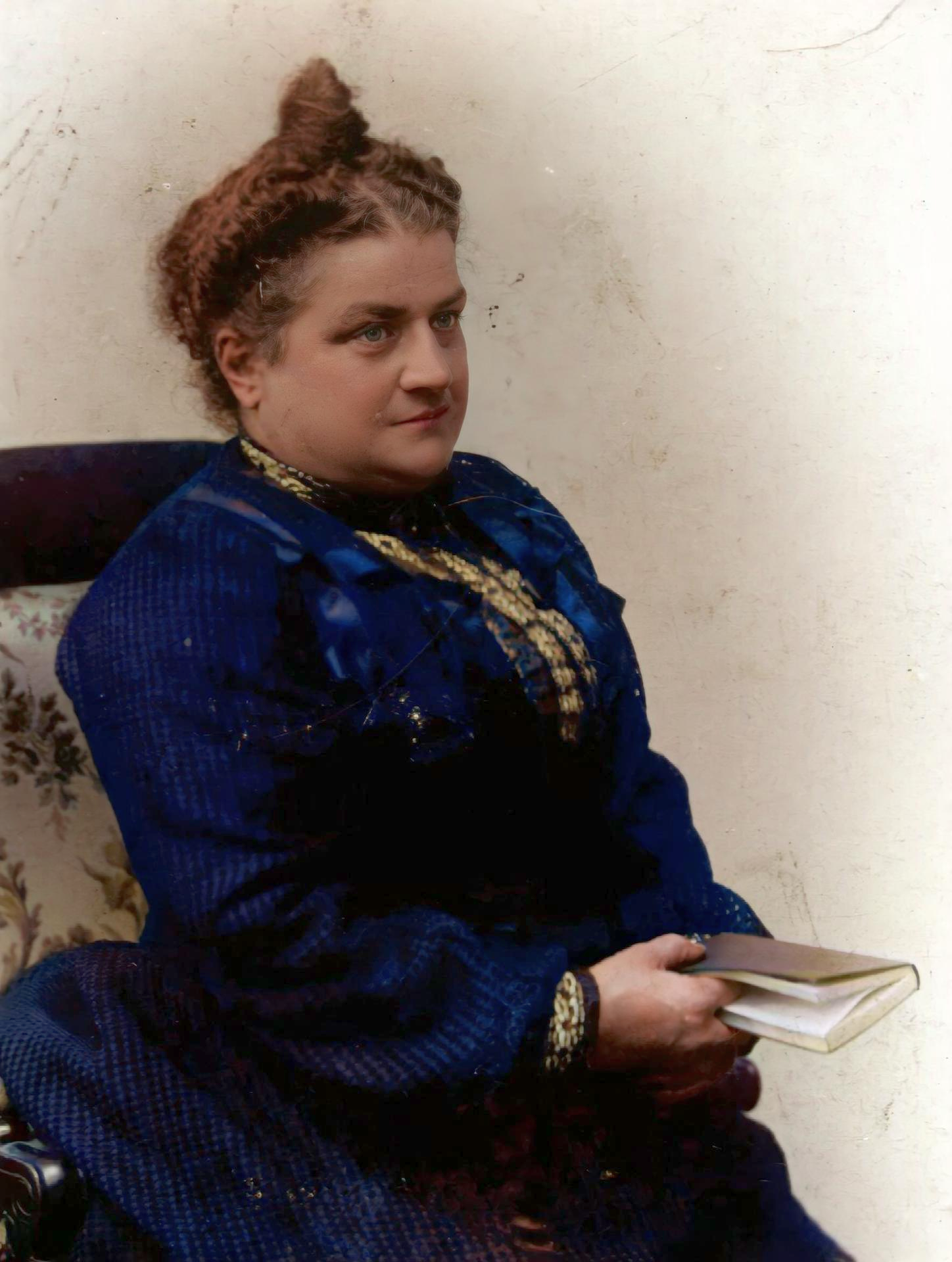
Anna Maria Harburger

Am 11. März 1880 heiratete Stumpf seine zweite Frau Anna Maria Harburger (1849–1914), mit der er ein weiteres Kind hatte: Amalie Pauline „Addie“ (1883–1965), verheiratet seit 1906 mit Carl Renninger. Die andernorts nicht überlieferten biographischen Informationen zu Stumpfs studentischem Duell basieren auf der Autobiographie seiner Tochter aus 2. Ehe.